# سیمون پترشون
سیمون پترشون (سوئدی: Simon Pettersson؛ زادهٔ ۳ ژانویهٔ ۱۹۹۴) پرتاب‌گر دیسک اهل سوئد است.